# Zile cu vin și trandafiri (film)
Zile cu vin și trandafiri (titlu original: Days of Wine and Roses) este un film american de dragoste dramatic din 1962 regizat de Blake Edwards și scris de JP Miller. Rolurile principale au fost interpretate de actorii Jack Lemmon, Lee Remick, Charles Bickford și Jack Klugman.

## Distribuție
- Jack Lemmon[8] - Joe Clay
- Lee Remick[8] - Kirsten Arnesen-Clay
- Charles Bickford[8] - Ellis Arnesen
- Jack Klugman[8] - Jim Hungerford
- Alan Hewitt - Rad Leland
- Tom Palmer - Ballefoy
- Debbie Megowan - Debbie Clay
- Maxine Stuart - Dottie
- Jack Albertson - Trayner
- Ken Lynch - Liquor Store Proprietor
- Katherine Squire - Mrs. Nolan